# Kumsi, Sorab
Kumsi là một làng thuộc tehsil Sorab, huyện Shimoga, bang Karnataka, Ấn Độ.